# Melville Baird
Melville Baird (1949/1950) is een rechter uit Trinidad en Tobago. Hier klom hij op tot hij uiteindelijk in 1993 rechter werd van het hooggerechtshof. Na zijn pensionering in 2005, werd hij in 2008 rechter van het Joegoslavië-tribunaal.

## Levensloop
Baird studeerde van 1951 tot 1957 aan de Universiteit van Cambridge en werkte vervolgens van 1958 tot 1962 voor de federale regering van Brits-West-Indië. Vervolgens studeerde hij van 1962 tot 1965 aan het College of Law van het advocatengenootschap Middle Temple en werd hij het jaar erop toegelaten tot de balie van het genootschap. In de drie opvolgende jaren oefende hij het vak uit van advocaat.
Vanaf 1970 vervolgde hij zijn loopbaan als rechter en in de jaren erna klom hij op tot rechter van het hooggerechtshof vanaf 1993. Hier bleef hij aan tot zijn pensionering in 2005. Op 15 december 2008 werd hij opnieuw actief als rechter, ditmaal ad litem voor het Joegoslavië-tribunaal in Den Haag.